# Fenelzină
Fenelzina este un medicament antidepresiv și anxiolitic care acționează ca inhibitor de monoaminoxidază ireversibil și neselectiv, fiind utilizat în tratamentul depresiei majore. Calea de administrare disponibilă este cea orală.
Este utilizat în Australia, Regatul Unit, Statele Unite și Canada.